# Indigofera linifolia
Indigofera linifolia är en ärtväxtart som först beskrevs av Carl von Linné d.y., och fick sitt nu gällande namn av Anders Jahan Retzius. Indigofera linifolia ingår i släktet indigosläktet, och familjen ärtväxter. Inga underarter finns listade i Catalogue of Life.

## Bildgalleri

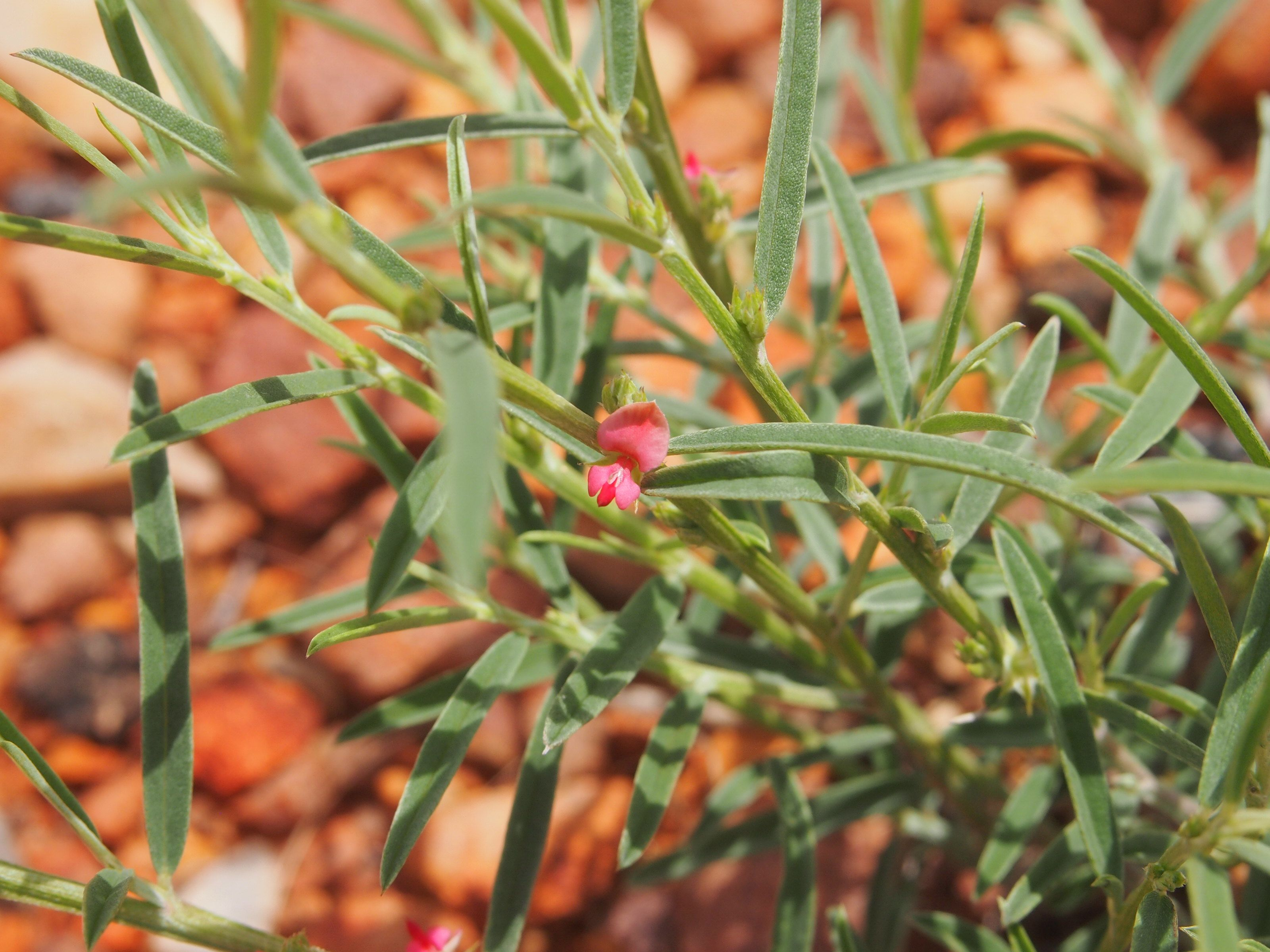
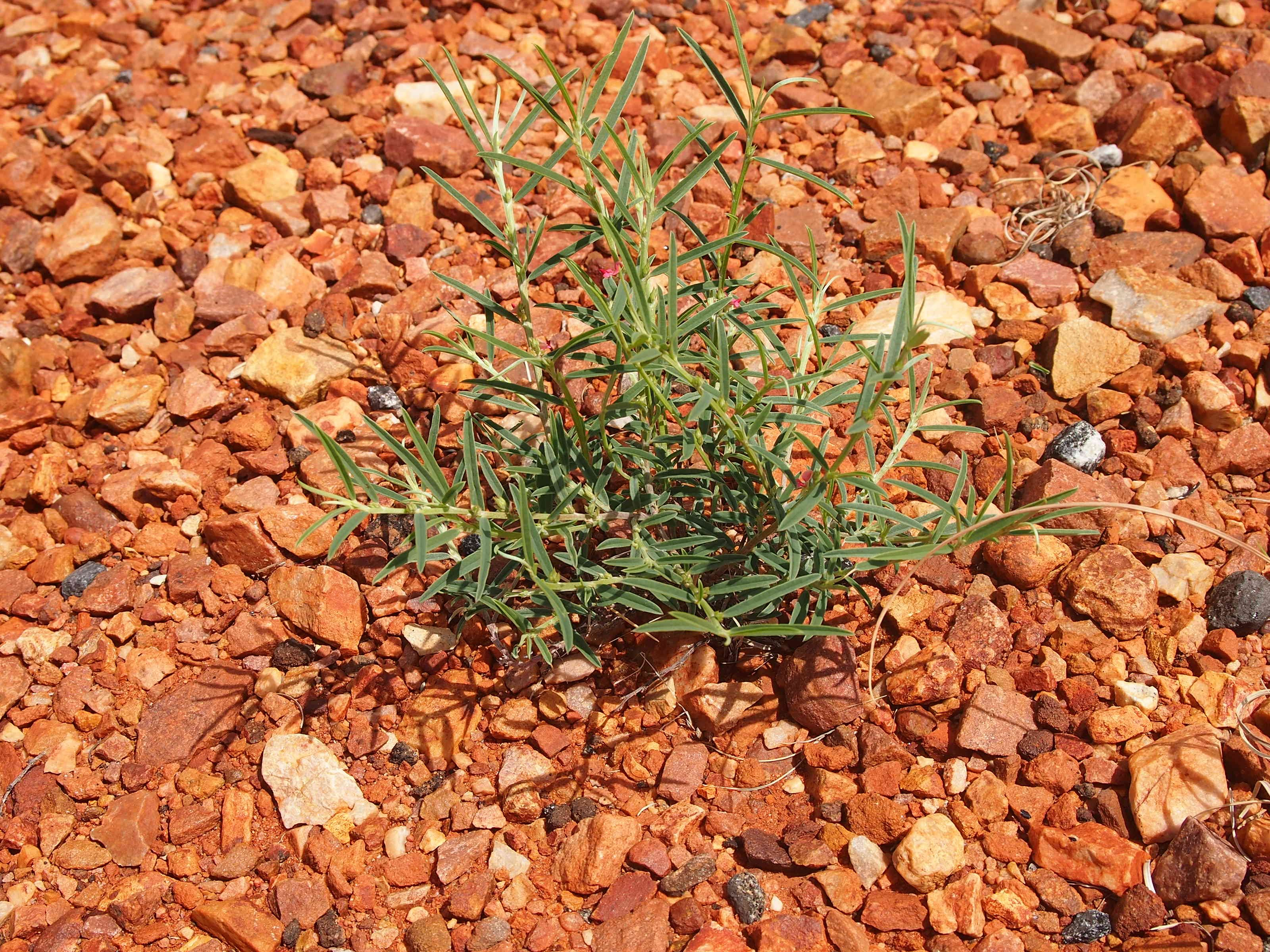